# Remouillé
Remouillé è un comune francese di 1 699 abitanti situato nel dipartimento della Loira Atlantica nella regione dei Paesi della Loira.

## Società

### Evoluzione demografica
Abitanti censiti

## Galleria d'immagini

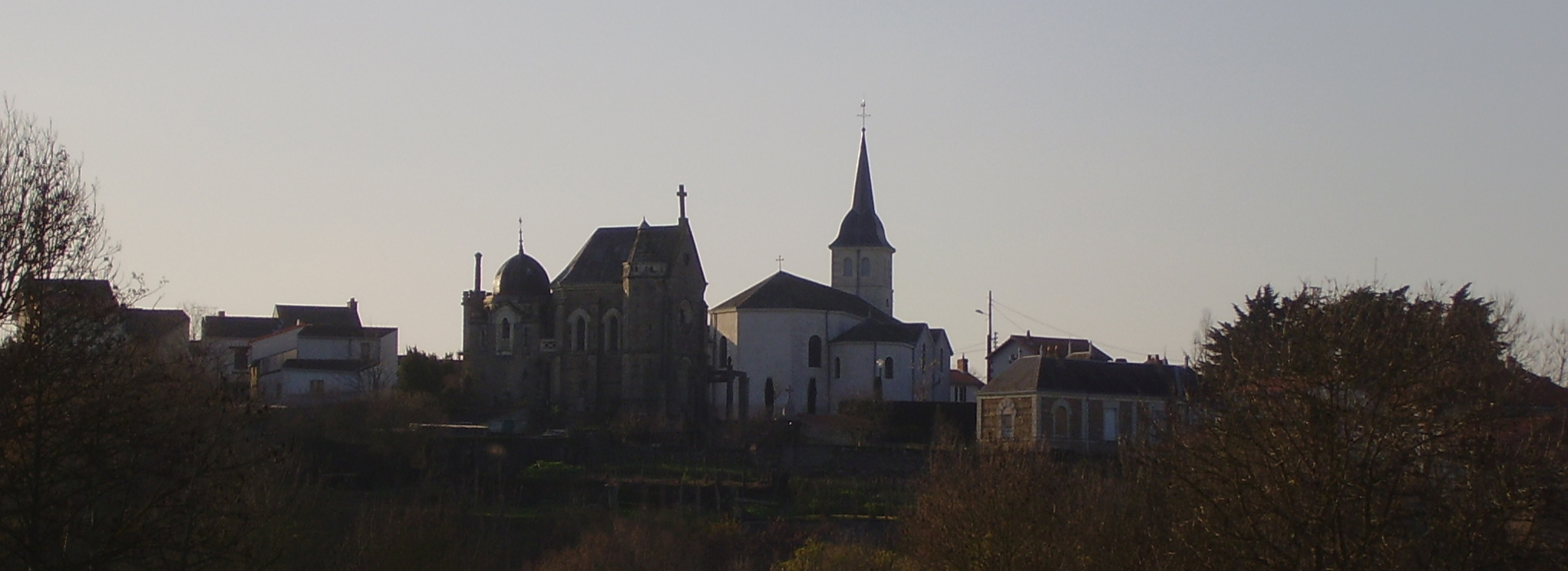
La comune
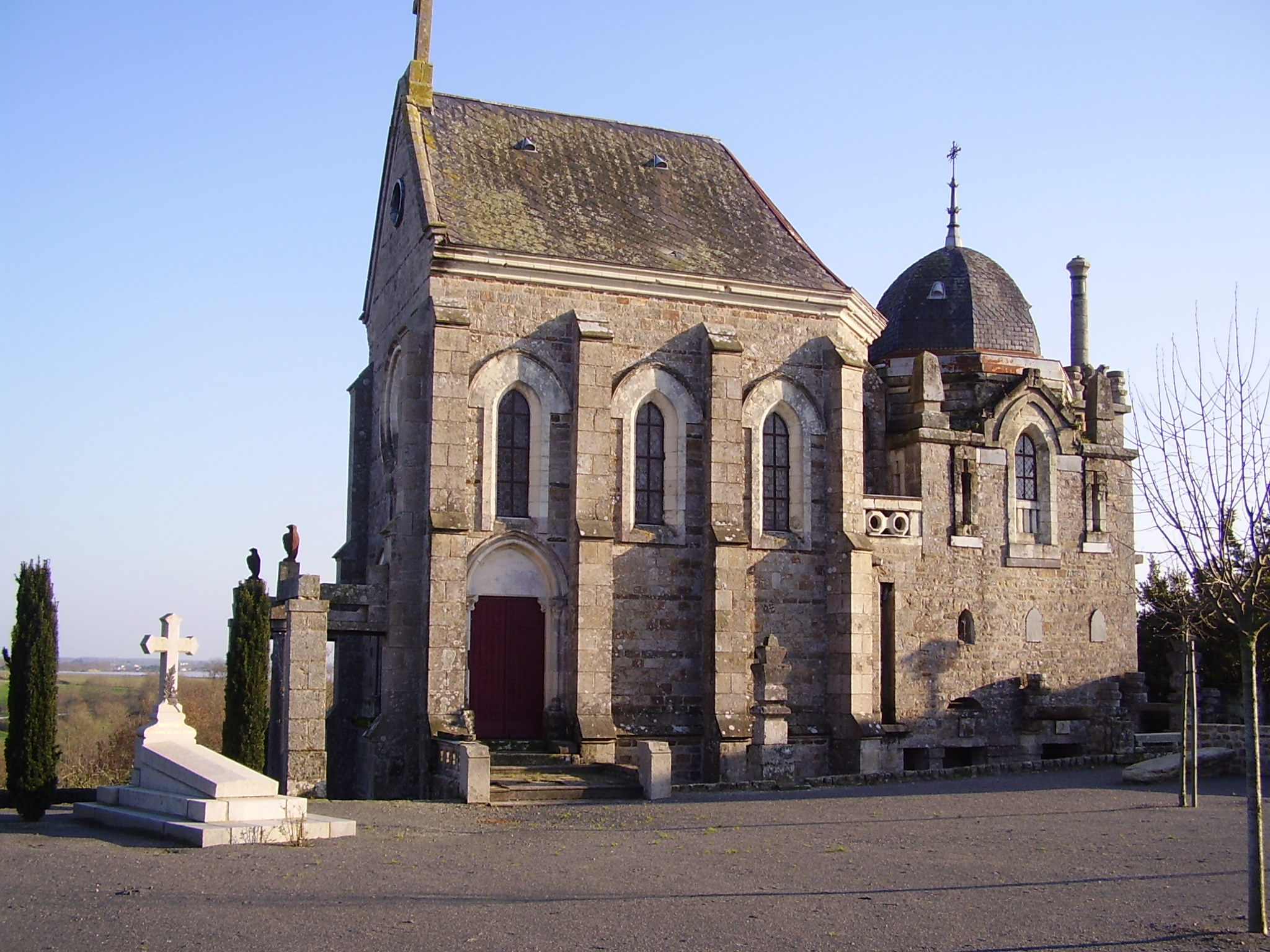
La comune